# Natural Born Killaz
Natural Born Killaz – wspólny singiel dwóch amerykańskich raperów – Dr. Dre i Ice Cube. Utwór pochodzi z albumu Murder Was the Case. Singiel został wydany w 1994 roku w USA i w 1995 w UK.

## Lista utworów
Wersja UK
1. Ice Cube and Dr. Dre – Natural Born Killaz (Radio Edit) (4:16)
2. Ice Cube and Dr. Dre – Natural Born Killaz (Video Edit) (6:33)
3. Ice Cube and Dr. Dre – Natural Born Killaz (LP Version) (4:52)
4. Tha Dogg Pound – What Would You Do? (LP Version) (5:09)

Wersja USA
1. Dr. Dre & Ice Cube – Natural Born Killaz (Radio Version) (4:15)
2. Dr. Dre & Ice Cube – Natural Born Killaz (LP Version) (4:50)
3. Sam Sneed feat. Dr. Dre – U Better Recognize (LP Version) (3:55)